# Mutual assured destruction
Mutual assured destruction (MAD) (dansk: gensidigt sikret ødelæggelse) er en militær strategisk doktrin, der oprindelig blev formuleret af Robert McNamara som reaktion på Cubakrisen i 1962. Doktrinen indebærer, at hvis en af to parter i en konflikt anvender sine atomvåben, resulterer det i ødelæggelsen af begge parter. Den er baseret på teorierne om terrorbalance, der hævder, at kraftige våben er essentielle i bestræbelsen på at afskrække fjenden fra at bruge de samme våben. Som konsekvens af doktrinen måtte de stridende parter rette våbnene mod fjendens storbyer.

## Forudsætninger og konsekvenser
Doktrinen går ud fra at begge parter har nok atomvåben til at ødelægge den anden part, og at begge parter vil reagere på et angreb med et eget angreb i samme eller større størrelsesorden. Det forventede resultat er en øjeblikkelig eskalering, der resulterer i begge parters totale og sikrede ødelæggelse. Det er nu en generel antagelse at det radioaktive nedfald eller den atomvinter en større atomkrig ville afstedkomme, ville medføre global ødelæggelse, selvom det ikke var en del af MAD-doktrinens teoretiske grundlag.
Doktrinens resultat skulle i teorien være en anspændt men stabil fred, da ingen af parterne forventedes at vove at affyre det første våben i en atomkrig.
MAD-doktrinen blev primært brugt i den kolde krig (1950'erne til 1990'erne), hvor den blev set som et middel til at undgå en åben konflikt mellem NATO-landene og Warszawapagt-landene, mens de to blokke var involveret i mindre stedfortræder-krige rundt omkring i verden. Doktrinen var også medvirkende til våbenkapløbet, fordi begge parter kæmpede for at have nok atomvåben til at matche modstanderen.

## Brug i film
I filmen Dr. Strangelove omtales principperne om gensidig atomar udslettelse: En krigsgal amerikansk general håber på at kunne iværksætte et atomart overraskelsesangreb på Sovjetunionen uden politisk godkendelse, men han er ikke klar over, at Sovjetunionen har installeret en "dommedagsmaskine", der automatisk vil udløse global atomar udslettelse. Filmens hovedperson, Dr. Strangelove, påpeger, hvordan den gensidige afskrækkelse kun fungerer, hvis begge parter er bekendt med modpartens evne til at udslette den angribende part.